# Manuel Dacosse
Manuel Dacosse (* 1977 in Uccle) ist ein belgischer Kameramann.

## Leben und Werk
Dacosse studierte Fotografie am Institut national de radioélectricité et cinématographie (INRACI) in Brüssel und Cinematografie am Institut des arts de diffusion (IAD).
Nach dem Studium arbeitete er zunächst in Brüssel für eine Fernsehgesellschaft, war Kameraassistent bei diversen Kurzfilm-Produktionen, lernte bei der Arbeit Hélène Cattet und Bruno Forzani kennen und befasste sich daraufhin mit dem Kino der 1970er Jahre, insbesondere mit der Kameraarbeit von Gordon Willis. Auf Anregung seines Freundes Yves Sehnaoui, einem libanesischen Kameramann, ging er in den Libanon, wo er in den Jahren von 2000 bis 2006 Werbe- und Spielfilme drehte. Nach dem Film Caramel (2007) von Nadine Labaki, für die er als Kameraassistent arbeitete, kehrte er nach Europa zurück.
In Belgien übernahm er zunächst unterschiedliche Jobs in Filmproduktionen. 2009 drehte er unter Hélène Cattet und Bruno Forzani, mit denen er zuvor eine Reihe von Kurzfilmen gedreht hatte, seinen ersten Langfilm, Amer – Die dunkle Seite deiner Träume, der ihm eine Magritte-Nominierung einbrachte. Für Der Tod weint rote Tränen (2013) erhielt er dann seinen ersten Magritte. Für den ersten Film mit Fabrice Du Welz Alleluia – Ein mörderisches Paar (2014) erhielt er 2016 einen weiteren Magritte. Du Welz setzte ihn später in drei weiteren Filmen als Kameramann ein. Im folgenden Jahr wurde er von Lucile Hadzihalilovic, mit der er bereits in dem Kurzfilm Nectar zusammengearbeitet hatte, für deren zweiten Spielfilm Évolution engagiert, der 7 Filmpreise gewann, darunter auch in San Sebastián für die beste Cinematografie.
2017 war er zum ersten Mal Kameramann (Director of Photography) für François Ozon, für Dacosse eine neue Erfahrung, da Orzon häufig die Kamera selbst bediente, nachdem Dacosse die Szene ausgeleuchtet hatte. Dieser Film, Der andere Liebhaber, nach dem Roman von Joyce Carol Oates wurde in Cannes für die Goldene Palme nominiert.
2023 wurde Dacosse mit dem Deutschen Kamerapreis für Meinen Hass bekommt ihr nicht von Kilian Riedhof ausgezeichnet.
Manuel Dacosse ist Mitglied der Belgian Society of Cinematographers (BSC).

## Preise und Auszeichnungen
Manuel Dacosse hat 10 Filmpreise gewonnen und ist für 8 weitere nominiert worden.

## Filmografie (Auswahl)
- 2009: Amer, Regie: Hélène Cattet und Bruno Forzani
- 2013: Der Tod weint rote Tränen (L’étrange couleur des larmes de ton corps), Regie: Hélène Cattet und Bruno Forzani
- 2014: Alleluia – Ein mörderisches Paar (Alléluia), Regie: Fabrice Du Welz
- 2015: Évolution, Regie: Lucile Hadzihalilovic
- 2015: La Dame dans l’auto avec des lunettes et un fusil, Regie: Joann Sfar
- 2016: Die Beichte (The Confession), Regie: Nicolas Boukhrief
- 2016: Un petit boulot, Regie: Pascal Chaumeil
- 2017: Der andere Liebhaber (L’amant double), Regie: François Ozon
- 2017: Axolotl Overkill, Regie: Helene Hegemann
- 2017: Leichen unter brennender Sonne (Laissez bronzer les cadavres), Regie: Hélène Cattet und Bruno Forzan
- 2018: Gelobt sei Gott (Grâce à Dieu), Regie: François Ozon
- 2019: Adoration, Regie: Fabrice Du Welz
- 2020: Tod in den Wäldern (The Silencing), Regie: Robin Pront
- 2021: Eiskalter Engel (Inexorable), Regie: Fabrice Du Welz
- 2022: Peter von Kant, Regie: François Ozon
- 2022: Simone, le voyage du siècle, Regie: Olivier Dahan
- 2023: Mein fabelhaftes Verbrechen (Mon crime), Regie: François Ozon
- 2023: Wann wird es endlich wieder so, wie es nie war, Regie: Sonja Heiss
- 2023: Vincent Must Die (Vincent doit mourir), Regie: Stéphan Castang
- 2024: Maldoror, Regie: Fabrice Du Welz
- 2025: Reflet dans un diamant mort, Regie: Hélène Cattet und Bruno Forzan
- 2025: Dalloway, Regie: Yann Gozlan